# Organo della chiesa dei Santi Nicola e Martino a Steinkirchen

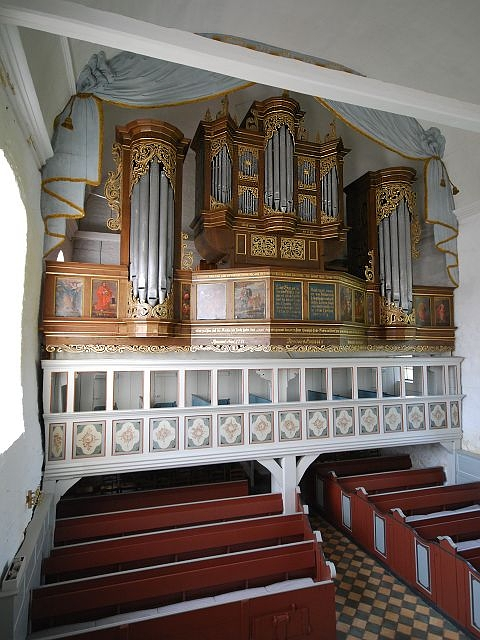
L'organo della chiesa dei Santi Nicola e Martino a Steinkirchen.

Con organo della chiesa dei Santi Nicola e Martino ci si riferisce a un organo monumentale costruito a Steinkirchen, in Germania.

## Storia
Le prime notizie circa la presenza di un organo nella chiesa dei Santi Nicola e Martino risalgono al 1515. Nel 1581 Dirck Hoyer costruì un nuovo strumento riutilizzando due registri dell'organo del 1515. Inoltre, aggiunse un brustwerk da cinque registri e una pedaliera da uno. Sei registri di questo antico strumento sono ancora esistenti.
Nel 1685 il celebre organaro Arp Schnitger ricevette l'incarico di realizzare un nuovo organo. Durante la costruzione, Schnitger utilizzò parte del materiale fonico esistente, incorporandola nel nuovo strumento. I lavori terminarono nel 1687 e la cassa  venne dipinta nel 1691. Schnitger, inoltre, effettuò alcune riparazioni nel corso del 1704.
Ulteriori interventi vennero compiuti nel 1763 da Johann Matthias Schreiber e nel 1769 da un organaro anonimo, forse Dietrich Christoph Gloger. Nel 1773 fu realizzata la grossa tenda decorativa in legno posta sopra l'organo. Georg Wilhelm Wilhelmi, nel 1775, restaurò lo strumento e installò un cymbelstern, accessorio all'epoca molto apprezzato. Suo figlio Georg Wilhelm, nel 1840, eseguì un nuovo restauro. Philip Furtwängler intervenne sull'organo nel 1843, ma non sappiamo quali lavori eseguì. Fra il 1862 e il 1929 la manutenzione venne curata da Johann Hinrich Röver e da suo figlio Carl Johann, i quali, nel 1893, sostituirono i mantici a cuneo di Arp Schnitger con mantici a lanterna. Inoltre, nel 1909, sostituirono l'holzgedackt da 8' del brustwerk con un metallgedackt da 8'.
Rudolph von Beckerath restaurò filologicamente lo strumento fra il 1947 e il 1948, riportandolo alle sue condizioni del 1775. I manuali realizzati da Schnitger, tuttavia, dovettero essere sostituiti. Beckerath intervenne nuovamente nel 1987, installando sei mantici a cuneo e restaurando le catenacciature.

## Caratteristiche tecniche
Attualmente l'organo è a trasmissione interamente meccanica, l'aria è prodotta da sei mantici a cuneo, la pressione del vento è di 74 mm in colonna d'acqua, il corista del La corrisponde a 480 Hz e il temperamento è ineguale (Bach-Kellner). La disposizione fonica è la seguente:
| Primo manuale - Hauptwerk |       |     |
| Principal                 | 8'    | S   |
| Quintadena                | 16'   | H/S |
| Rohr Flöt                 | 8'    | H/S |
| Octav                     | 4'    | A   |
| Nassat                    | 3'    | H/S |
| Octav                     | 2'    | A   |
| Gemshorn                  | 2'    | S   |
| Sexquialtera              | II    | S   |
| Mixtur                    | IV-VI | S/B |
| Cimbel                    | III   | B   |
| Trompet                   | 8'    | S   |

| Secondo manuale - Brustwerk |       |     |
| Gedact                      | 8'    | S/B |
| Rohr-Flöth                  | 4'    | S   |
| Quinta                      | 3'    | S   |
| Octav                       | 2'    | S   |
| Spitz-Flöth                 | 2'    | S   |
| Tertian                     | II    | S/B |
| Scharff                     | III-V | S   |
| Krumphorn                   | 8'    | H/S |

| Pedal          |      |     |
| Principal      | 16'  | S   |
| Octav          | 8'   | W   |
| Octav          | 4'   | S   |
| Nachthorn      | 2'   | B   |
| Rausch-Pfeiffe | II   | S/B |
| Mixtur         | IV-V | S/B |
| Posaun         | 16'  | S   |
| Trompet        | 8'   | S   |
| Cornett        | 2'   | S/B |

| Accessori   |
| Tremulant   |
| Cymbelstern |

A = Anonimo del XVI secolo.
H = Dirck Hoyer (1581).
S = Arp Schnitger (1685-1687).
W = Georg Wilhelm Wilhelmi (1775).
B = Rudolf von Beckerath (1948 e 1987).